# Man, Elfenbenskusten
Man är en ort i Elfenbenskusten. Den är distrikthuvudort för distriktet Montagnes i den västra delen av landet, 260 km väster om huvudstaden Yamoussoukro. Folkmängden uppgår till cirka 150 000 invånare.